# Kenzero
Kenzero é um vírus de computador que se espalha em redes peer to peer e está programado para monitorizar o historial de navegação das vítimas.

## História
O vírus Kenzero foi descoberto a 15 de setembro de 2010, mas investigadores acreditam que esteve ativo durante alguns meses antes da sua descoberta.

## Operação
Kenzero ataca computadores que fazem downloads de ficheiros através de redes peer-to-peer (P2P). Assim que o ficheiro é aberto, o vírus localiza o histórico de navegação da vítima e publica-o na internet.